# エクリプス/トワイライト・サーガ
『エクリプス/トワイライト・サーガ』（原題: The Twilight Saga: Eclipse）は、2010年のアメリカ映画。ステファニー・メイヤーの小説『トワイライト』の第3期シリーズ『エクリプス』を原作としており、2009年の映画『ニュームーン/トワイライト・サーガ』の続編である。

## ストーリー
高校卒業を目前にしたベラは、エドワードの手によって一刻も早くヴァンパイアの仲間入りをしたいと願っていたが、エドワードの心には彼女の早急な決断を思い留まらせ、人間としての人生を謳歌してほしいという思いもあった。
その頃、シアトルではニューボーンと呼ばれる危険なヴァンパイアの集団が人間を襲う事件が発生。一方フォークスの森にはかつてエドワードに恋人を殺されたヴァンパイア・ヴィクトリアが現れた。ヴィクトリアはエドワードに復讐すべく、執拗にベラの命を狙う。エドワードはベラを守るため、恋敵のオオカミ男・ジェイコブと手を組むことに。

## キャスト
| 役名                   | 俳優                       | 日本語吹替                                                                         | 日本語吹替                                                                         |
| 役名                   | 俳優                       | 劇場公開版                                                                         | ソフト版                                                                           |
| ---------------------- | -------------------------- | ---------------------------------------------------------------------------------- | ---------------------------------------------------------------------------------- |
| ベラ・スワン           | クリステン・スチュワート   | 上戸彩                                                                             | 木下紗華                                                                           |
| エドワード・カレン     | ロバート・パティンソン     | 成宮寛貴                                                                           | 櫻井孝宏                                                                           |
| ジェイコブ・ブラック   | テイラー・ロートナー       | 細谷佳正                                                                           | 細谷佳正                                                                           |
| アリス・カレン         | アシュリー・グリーン       | 中司ゆう花                                                                         | 中司ゆう花                                                                         |
| ジャスパー・ヘイル     | ジャクソン・ラスボーン     | 中川慶一                                                                           | 中川慶一                                                                           |
| ロザリー・ヘイル       | ニッキー・リード           | 樋口あかり                                                                         | 樋口あかり                                                                         |
| エメット・カレン       | ケラン・ラッツ             | 青木強                                                                             | 青木強                                                                             |
| カーライル・カレン     | ピーター・ファシネリ       | 井上倫宏                                                                           | 井上倫宏                                                                           |
| エズミ・カレン         | エリザベス・リーサー       | 林佳代子                                                                           | 林佳代子                                                                           |
| ジェーン               | ダコタ・ファニング         | うえだ星子                                                                         | うえだ星子                                                                         |
| アレック               | キャメロン・ブライト       | 川本克彦                                                                           | 川本克彦                                                                           |
| フェリックス           | ダニエル・クドモア         | 谷山紀章                                                                           | 谷山紀章                                                                           |
| デメトリ               | チャーリー・ビューリー     | 深津智義                                                                           | 深津智義                                                                           |
| ヴィクトリア           | ブライス・ダラス・ハワード | 甲斐田裕子                                                                         | 甲斐田裕子                                                                         |
| ライリー               | ゼイヴィア・サミュエル     | 井田国男                                                                           | 井田国男                                                                           |
| ブリー                 | ジョデル・フェルランド     | 武田華                                                                             | 武田華                                                                             |
| サム・ウーレイ         | チャスク・スペンサー       | 小松史法                                                                           | 小松史法                                                                           |
| ポール                 | アレックス・メラズ         | 佐藤拓也                                                                           | 佐藤拓也                                                                           |
| ジャレッド             | ブロンソン・ペルティエ     |                                                                                    |                                                                                    |
| エンブリー・コール     | キオワ・ゴードン           | 上村祐翔                                                                           | 上村祐翔                                                                           |
| クイル・アテアラ       | タイソン・ハウスマン       |                                                                                    |                                                                                    |
| リア・クリアウォーター | ジュリア・ジョーンズ       | 斉藤梨絵                                                                           | 斉藤梨絵                                                                           |
| セス・クリアウォーター | ブーブー・スチュワート     |                                                                                    |                                                                                    |
| エミリー・ヤング       | ティンセル・コーリー       |                                                                                    |                                                                                    |
| その他                 |                            | 野沢由香里 小橋知子 谷昌樹 うえだ星子 永吉ユカ 東條加那子 佐藤健輔 武田華 丸山壮史 | 野沢由香里 小橋知子 谷昌樹 うえだ星子 永吉ユカ 東條加那子 佐藤健輔 武田華 丸山壮史 |
| 日本語版制作スタッフ   |                            |                                                                                    |                                                                                    |
| 演出                   |                            | 安江誠                                                                             | 安江誠                                                                             |
| 翻訳                   |                            | 松崎広幸                                                                           | 松崎広幸                                                                           |
| 整音                   |                            | 中嶋克                                                                             | 中嶋克                                                                             |
| 録音                   |                            | 安部雅博                                                                           | 安部雅博                                                                           |
| 担当                   |                            | 田中己珠恵 岡田信之                                                                | 田中己珠恵 岡田信之                                                                |
| 制作                   |                            | 角川映画 グロービジョン                                                            | 角川映画 グロービジョン                                                            |

- 日本語吹替は2種類ともDVD・Blu-rayに収録